# Armstrong Whitworth AW.660 Argosy
Armstrong Whitworth Argosy je bilo štirimotorno turbopropelersko vojaško transportno letalo, ki ga je razvil britanski Armstrong Whitworth Aircraft, je tudi zadnje letalo te družbe. Imel je štiri turboprope Rolls-Royce Dart, ki so gnali štirikrake Dowty Rotol propelerje. Argosy se je uporabljal tudi v civilnem letalstvu kot tovorno letalo.

## Specifikacije (Argosy C Mk 1)
Podatki iz Armstrong Whitworth Aircraft since 1913;Tapper 1988, p.336.
Splošne karakteristike
- Posadka: 4
- Število sedežev: do 69 vojakov ali 54 padalcev ali 48 nosil ali 29000 lb (13154 kg) tovora
- Dolžina: 86 ft 9 in (26,44 m)
- Razpon kril: 115 ft 0 in (35,05 m)
- Višina: 29 ft 3 in (8,92 m)
- Površina kril: 1458 ft² (135,5 m²)
- Teža praznega letala: 56000 lb (25401 kg)
- Naložena teža: 97000 lb (43999 kg)
- Uporaben tovor: 29000 lb (13150 kg)
- Maks. vzletna teža: 105000 lb (47627 kg)
- Pogon letala: 4 ×  turboprop Rolls-Royce Dart RDa.8 Mk 101, 2470 KM (1843 kW)  vsak
- Propelerji: 4-kraki Dowty Rotol propeler, 1 per engine

 Zmogljivost 
- Potovalna hitrost: 253 mph (220 vozlov, 407 km/h)
- Doseg: 3450 milj (3000 nmi, 5552 km)
- Višina leta: 23000 ft (7010 m)